# Jurilovca
Jurilovca est une commune roumaine, du Județ de Tulcea, en Dobroudja.
Elle a été fondée, au début du XIXe siècle, par des Lipovènes, dont une communauté continue à y habiter. L'économie est dominée par l'agriculture et la pêche.
Sur son territoire se trouvent les vestiges de la cité grecque puis romaine Orgamè-Argamum.

## Personnalités
- Vasile Dîba (1954-2024), champion olympique et quintuple champion du monde de kayak.
- Maria Ștefan (1954-), championne olympique de kayak.